# Mark Thatcher
Sir Mark Thatcher, 2. baronet ze Scotney (* 15. srpna 1953) je britský podnikatel, syn bývalé premiérky Margaret Thatcherové.
V roce 2004 byl zatčen jihoafrickými úřady pro účast na plánování převratu v Rovníkové Guineji. V následném soudním procesu (leden 2005) přiznal, že se z nedbalosti účastnil přípravy převratu organizované Simonem Mannem, když „zakoupil letadlo, aniž by se řádně staral, k čemu bude použito“, za což byl na základě zákonů zakazujících žoldáctví odsouzen ke 4 letům podmíněně a peněžnímu trestu tří milionů randů.